# Komano Yūichi
Komano Yuichi (駒野 友一 Câu Dã Hữu Nhất,  sinh ngày 25 tháng 6 năm 1981 tại Kainan, Nhật Bản) là một cầu thủ bóng đá người Nhật Bản. Anh đang thi đấu tại J-League cho Avispa Fukuoka theo dạng cho mượn từ F.C. Tokyo. Anh chơi ở vị trí hậu vệ cánh phải cho câu lạc bộ nhưng anh thường chơi ở vị trí hậu vệ cánh trái cho Nhật Bản.

## Thi đấu quốc tế

### World Cup 2010
Tại vòng 1/8 của World Cup 2010, đội tuyển Nhật Bản hòa 0 - 0 trước Paraguay và phải bước vào màn sút luân lưu 11m cân não. Đội tuyển Nhật Bản sau 2 quả sút thành công, đến quả sút thứ ba của Komano thì bóng bị dội trúng xà ngang. Đội tuyển Nhật Bản đã phải chịu thất bại 3 - 5 trước Paraguay, chấp nhận nhìn đội bạn bước vào vòng tứ kết. Tuy đó là một quả luân lưu "đốt đền", nhưng Komano vẫn được thưởng khi về nước.

## Thống kê sự nghiệp

### Bàn thắng quốc tế
| #  | Ngày                 | Địa điểm                            | Đối thủ    | Bàn thắng | Kết quả | Giải đấu                 |
| -- | -------------------- | ----------------------------------- | ---------- | --------- | ------- | ------------------------ |
| 1. | 11 tháng 10 năm 2011 | Sân vận động Nagai, Ōsaka, Nhật Bản | Tajikistan | 3–0       | 8–0     | Vòng loại World Cup 2014 |